# Ihor Małyszew
Ihor Jewhenowycz Małyszew, ukr. Ігор Євгенович Малишев, ros. Игорь Евгеньевич Малышев, Igor Jewgienjewicz Małyszew (ur. 6 lipca 1959) – ukraiński piłkarz, grający na pozycji obrońcy, trener piłkarski.

## Kariera piłkarska
Wychowanek Szkoły Sportowej nr 1 w Chersoniu. Pierwszy trener M.Starodubeć. W 1977 rozpoczął karierę piłkarską w miejscowej drużynie Krystał Chersoń. W 1978 został powołany do wojska, gdzie służył w wojskowym klubie SKA Odessa. Po zwolnieniu z wojska powrócił do Krystału Chersoń. W 1989 przeszedł do Dnipra Czerkasy, w którym zakończył karierę piłkarza w roku 1990. Potem występował w zespołach amatorskich, m.in. Charczowyk Biłozerka.

## Kariera trenerska
Po zakończeniu kariery piłkarskiej rozpoczął pracę szkoleniowca. Na początku 2000 stał na czele SK Chersoń, który potem przywrócił nazwę Krystał Chersoń. W październiku 2003 został zmieniony na nowego trenera Mychajła Ołefirenkę.

## Sukcesy i odznaczenia

### Sukcesy trenerskie
Krystał Chersoń
- finalista Pucharu Drugiej Ligi Ukrainy: 2000